# Lepidogryllus badikovi
Lepidogryllus badikovi är en insektsart som beskrevs av Andrej Vasiljevitj Gorochov 1992. Lepidogryllus badikovi ingår i släktet Lepidogryllus och familjen syrsor. Inga underarter finns listade i Catalogue of Life.